# 蓬塞莱萨泰
蓬塞莱萨泰（法語：Poncey-lès-Athée，法語發音：[pɔ̃sɛ lɛ.z‿ate]，意为“阿泰附近的蓬塞”）是法国科多尔省的一个市镇，属于第戎区。

## 地理
蓬塞莱萨泰（47°14'26"N, 5°23'20"E）面积6.53 平方千米，位于法国勃艮第-弗朗什-孔泰大區科多尔省，该省份为法国中东部省份，北起奥布省，西接涅夫勒省和约讷省，南至索恩-卢瓦尔省，东南接汝拉省，东临上索恩省，东北部与上马恩省接壤。
与蓬塞莱萨泰接壤的市镇（或旧市镇、城区）包括：索恩河畔拉马什、马尼-蒙塔尔洛、阿泰、欧克索讷、弗拉默朗。

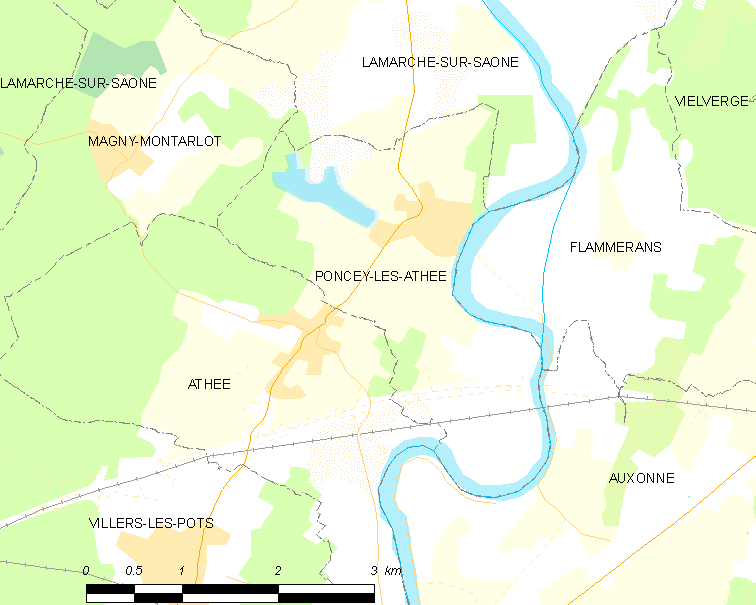
蓬塞莱萨泰的OSM定位图

蓬塞莱萨泰的时区为UTC+01:00、UTC+02:00（夏令时）。

## 行政
蓬塞莱萨泰的邮政编码为21130，INSEE市镇编码为21493。

## 政治
蓬塞莱萨泰所属的省级选区为欧克索讷县。

## 人口

1962-2008年间蓬塞莱萨泰人口变化图示

蓬塞莱萨泰于2022年1月1日时的人口数量为574人。